# Bataille de Vassylkiv
Pour un article plus général, voir Offensive de Kiev.
Invasion de l'Ukraine par la Russie
Batailles
Offensive de Kiev (Jytomyr, Kiev) : 
- 1re Hostomel
- Tchernobyl
- Ivankiv
- Kiev
- 2e Hostomel
- Vassylkiv
- Boutcha
- Irpin
  - Bombardement de réfugiés
- Jytomyr
- Mochtchoun
- Makariv
- Brovary

Offensive du Nord (Tchernihiv, Soumy) :
- Hloukhiv
- Slavoutytch
- Bombardements
- Soumy
- Trostianets
- Tchernihiv
- Okhtyrka
- Lebedyn
- Konotop
- Romny
- Desna
- Escarmouches frontalières

Russie  (Briansk, Belgorod) :
- Incursions en Russie occidentale
  - Oblast de Briansk
  - Oblasts de Belgorod et de Koursk
    - Incursions de 2024

  - Bombardement de Belgorod
- Oblast de Koursk (août 2024)

Campagne de l'Est (Donetsk, Louhansk, Kharkiv)
Kharkiv :
- 1re Kharkiv
  - Tchouhouïv
  - Bombardements : en février
  - en mars
  - en avril
  - du bâtiment administratif
- Izioum
- 2e Kharkiv
  - Balaklia
  - 1re Koupiansk
  - Chevtchenkove
- 3e Kharkiv

Nord du Donbass:
- Starobilsk
- Sloviansk
  - Dovhenke
  - 1re Lyman
  - Sviatohirsk
  - Bohorodychne et Krasnopillia
  - Bombardements : Bilohorivka
  - Kramatorsk
- Sievierodonetsk
  - Kreminna
  - Donets
  - Roubijné
  - Popasna
  - Tochkivka
  - Massacre
- Lyssytchansk
- 2e Kharkiv
  - Balaklia
  - 1re Koupiansk
  - Chevtchenkove
  - 2e Lyman
- Oblast de Louhansk
  - Ligne Svatove-Kreminna
  - Serebryansky
  - 2e Koupiansk

 Centre du Donbass:
- Horlivka
- Popasna
- Svitlodarsk
- Bakhmout
  - Soledar
- Siversk
- Tchassiv Iar
- Toretsk

Sud du Donbass :
- Volnovakha
- Marioupol
  - Bombardements : de l'hôpital
  - du théâtre
  - de l'école d'art
- Pisky
- Vouhledar
  - Pavlivka
- Marïnka
- Contre-offensive de 2023
- Avdiïvka
- Novomykhaïlivka
- Pokrovsk
  - Krasnohorivka
  - Toretsk
- Bombardements :
- Makiïvka
- Donetsk

Campagne du Sud (Mykolaïv, Kherson, Zaporijjia)
- 1re Kherson
- Odessa
- Melitopol
- Mykolaïv
  - Bombardements : à fragmentation
  - du bâtiment administratif
- 1re Berdiansk
- Zaporijjia
- Tchornobaïvka
- Enerhodar
- Voznessensk
- Houliaïpole
- Davydiv Brid
- 2e Berdiansk
- Nova Kakhovka
- 2e Kherson
  - Doudtchany
- Dniepr
- Tchoulakivka
- Contre-offensive de 2023
  - Robotyne

Frappes aériennes dans l'Ouest et le Centre de l'Ukraine
- Lviv (02/2022)
- Vinnytsia (03/2022)
- Yavoriv (03/2022)
- Deliatyne (03/2022)
- Dnipro

Guerre navale
- Île des Serpents (02/2022)
- Moskva (04/2022)

Attaques en Crimée
- Novofedorivka (08/2022)
- Djankoï (08/2022)
- Pont de Crimée (10/2022)
- Base navale de Sébastopol (10/2022)
- Pont de Crimée (07/2023)
- Base navale de Sébastopol (09/2023)

Débordement
- Aéroport de Millerovo
- Sabotages en Russie
- Attaques en Transnistrie
- Sabotage des gazoducs Nord Stream
- Terrain d'entraînement militaire de Soloti
- Explosions en Pologne
- Bases aériennes de Dyagilevo et Engels-2
- Base aérienne de Minsk-Matchoulichtchi
- Crise russo-moldave de 2023
  - Accusations de tentative de coup d'État en Moldavie
- Incident de drone de 2023 en mer Noire
- Rébellion du groupe Wagner

Massacres
- Tchernihiv
- Boutcha
- Borodianka
- Olenivka
- Izioum

La bataille de Vassylkiv est un engagement militaire ayant opposé la fédération de Russie et l'Ukraine le 26 février 2022, lors de l'invasion de l'Ukraine par la Russie.

## Contexte
Vassylkiv (en ukrainien : Васильків) est une ville de l'oblast de Kiev, en Ukraine, et le centre administratif du raïon de Vassylkiv. Sa population s’élevait à 37 310 habitants en 2021.
L'invasion de l'Ukraine par la Russie, est une opération militaire déclenchée le 24 février 2022, sur ordre du président russe Vladimir Poutine. La campagne militaire, dans le cadre du conflit russo-ukrainien en cours depuis 2013, émerge d'une montée progressive des tensions débutée en 2021.
Les forces armées russes font une incursion dans la région du Donbass, dans l'est de l'Ukraine, le 21 février 2022, avant une offensive aérienne, maritime et terrestre sur l'ensemble du territoire ukrainien le 24 février.
Vassylkiv est une cible stratégique au début de l'offensive de Kiev, car elle abrite une base aérienne qui est le siège de l'un des quatre centres de contrôle de la défense antiaérienne ukrainienne. Sa prise pourrait permettre d'y faire atterrir des forces armées en vue de conquérir la capitale.

## Bataille

### Assaut aéroporté contre la base aérienne
Le 26 février 2022, les autorités ukrainiennes déclarent que la base aérienne de Vassylkiv a fait l'objet d'un assaut aéroporté de l'armée russe le matin même. Selon elles, des parachutistes russes ont atterri près de la ville de Vassylkiv, à seulement 40 kilomètres au sud de Kiev, et de violents combats ont lieu dans la ville contre les défenseurs ukrainiens . L'armée ukrainienne prétend avoir abattu deux avions Iliouchine russes transportant des parachutistes. La maire de Vassylkiv, Natalia Balasynovich, déclare que des combats intenses se sont déroulés dans les rues de la ville et que plus de 200 civils ukrainiens avaient été blessés lors de l'engagement. D'après elle, les forces ukrainiennes ont repoussé l'assaut des parachutistes russes sur la base aérienne militaire près de la ville et de la rue centrale, et la situation dans la ville s'est calmée. L'assaut ne laisse pas de preuves corroborant ces déclarations.
Au petit matin du 27 février, un missile russe frappe un dépôt pétrolier à Vassylkiv, y mettant le feu. Des combats ont lieu alors que l'opération russe s'amplifie.

### Conséquences
L'assaut aéroporté de Vassylkiv a échoué à prendre le contrôle de la base aérienne, et donc à ouvrir un nouveau front au sud-est de Kiev, qui aurait permis à l'armée russe d'encercler facilement la capitale et de lancer la bataille de Kiev, but principal de l'offensive.
Dans le même temps, l'offensive de Kiev par la voie terrestre, lancée par l'armée russe depuis la Biélorussie, rencontre une forte résistance de l'armée ukrainienne. Le front progresse lentement : les forces armées russes ont obtenu le contrôle de l'aéroport de Hostomel lors de la bataille de l'aéroport de Hostomel mais les combats l'ont rendu hors d'usage ; les combats se stabilisent au nord-ouest de Kiev, entre Hostomel, Boutcha et Irpin. Au nord-ouest, de l'autre côté du Dniepr, la bataille de Tchernihiv se transforme en siège de la ville.
L'échec de la prise de la base aérienne de Vassylkiv contribue ainsi à éviter à l'État ukrainien la défaite totale en quelques jours à laquelle devait conduire l'offensive de Kiev, en prenant la capitale et en renversant les pouvoirs publics ukrainiens.

### Vassylkiv bombardée
Vassylkiv se trouve alors à quelques dizaines de kilomètres du front. La ville reste une cible privilégiée en raison de la base aérienne qu'elle abrite. Début mars, elle subit des bombardements aériens de l'armée russe toutes les nuits. Une partie des habitants prend la fuite ; la maire de Vassylkiv, Natalia Balasynovich, organise les secours pour les habitants restés sur place,.

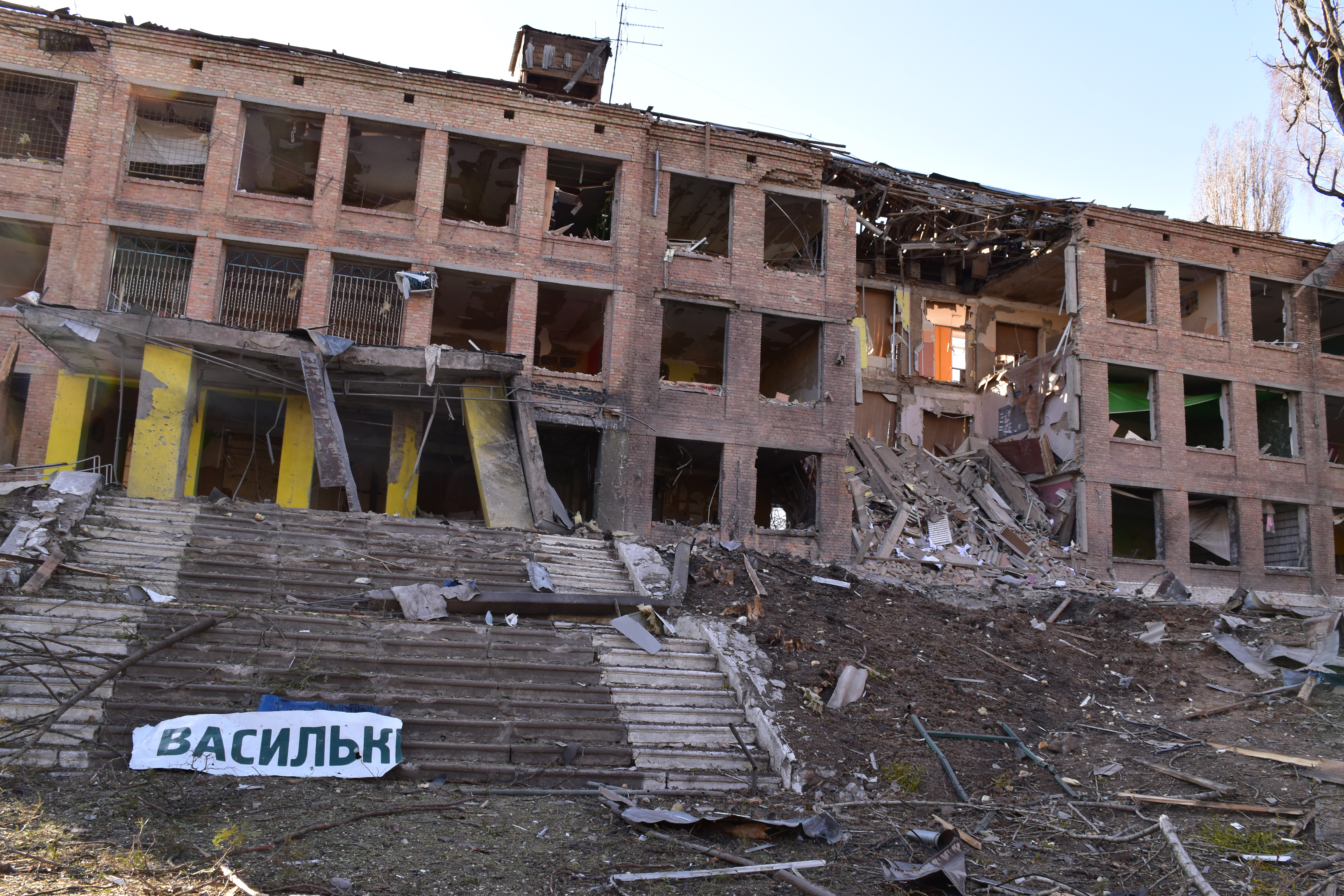
Lycée technique de Vassylkiv détruit par un bombardement aérien.

Le 27 février, un missile détruit le lycée technique situé sur l'avenue principale de Vassylkiv. L'académie militaire et une base militaire, qui étaient peut-être la cible principale, sont légèrement endommagés.
Le matin du 12 mars, les bombardements russes prennent à nouveau pour cible la base aérienne de Vassylkiv : la maire de Vassylkiv, Natalia Balasynovich, rapporte que huit missiles ont été tirés, détruisant la base aérienne et mettant le feu à ses réservoirs de carburant,. L'information est confirmée par le ministère russe de la Défense, Igor Konachenkov.